# Mimetanthe pilosa
Mimetanthe pilosa är en gyckelblomsväxtart som först beskrevs av George Bentham, och fick sitt nu gällande namn av Edward Lee Greene. Mimetanthe pilosa ingår i släktet Mimetanthe och familjen gyckelblomsväxter. Inga underarter finns listade i Catalogue of Life.